# Selke
De Selke is een zijrivier van de Bode die ontspringt in het Harzgebergte. De rivier is 64,4 km lang.
- Gemeinsame Normdatei: 4106908-0
- Virtual International Authority File: 247213592